# Marcus Haislip
Marcus Deshon Haislip (Lewisburg, Tennessee, 22. prosinca 1980.) američki je profesionalni košarkaš. Igra na poziciji krilniog centra, a trenutačno je član grčke momčadi Panathinaikosa. Izabran je u 1. krugu (13. ukupno) NBA drafta 2002. od strane Milwaukee Bucksa. 

## Karijera
Izabran je kao trinaesti izbor NBA drafta 2002. od strane Milwaukee Bucksa. Posljednjih devet utakmica rookie sezone startao je prvoj petorci i pomogao Bucksima ostvariti omjer 8-1. Početkom doigravanja natrag se vratio na klupu. U Bucksima je ukupno proveo prve dvije sezone, a 4. studenog 2004. otpušten je iz kluba. Tada je kao zamjena za ozljeđenog Jermainea O'Neala potpisao za Indiana Pacerse i odigrao 15 utakmica u startnoj petorci. 2005. odlazi u Europu i potpisuje za turski Ülkerspor. U ožujku 2006. bez dopuštenja kluba vratio se u Ameriku zbog obiteljskih razloga. Sudjelovao je na turskoj All-Star utakmici i pobijedio u natjecanju u zakucavanju. U kolovozu 2006. potpisao je za turski Efes Pilsen. Predvodio je euroligaške igrače po prosjeku blokada po utakmici (1.8), a igrao je na sjajnim prosjecima u najelitnijem europskom natjecanju. Zabijao je prosječno 14.1 poen (trice je gađao 37.6%), a imao je i 6.7 skokova u ukupno 20 utakmica. 14. srpnja 2007. potpisuje jednogodišnji ugovor s mogućnošću produženja na još jednu. U dvije godine provedene u Malagi igrao je za plaću od 3.3 milijuna eura godišnje. Haislip je u sezoni 2008./09. u španjolskom prvenstvu imao vrlo kvalitetan prosjek od 16 poena i pet skokova u 35 odigranih utakmica. Unicaja je poražena u polufinalu doigravanja od kasnijeg prvaka Barcelone. Nakon završetka sezone nije iskoristio opciju produženja na još jednu godinu i postao slobodnim igračem. Izjavio je da se želi pod svaku cijenu vratiti u NBA ligu gdje je igrao ranije u Indiani i Milwaukeeju. 9. srpnja 2009. potpisao je za San Antonio Spurse. 23. siječnja 2010. potpisao je, kao slobodan igrač, za grčki Panathinaikos.

## Vanjske poveznice
- Profil na NBA.com
- Profil na Euroleague.net
- Profil  Arhivirana inačica izvorne stranice od 23. siječnja 2011. (Wayback Machine) na ACB.COM
- Profil[neaktivna poveznica] na Basketpedya.com